# Mário Covas
Mário Covas Júnior (Santos, 21 de abril de 1930 - São Paulo, 6 de marzo de 2001) fue un político e ingeniero civil brasileño. Fue senador, diputado federal, alcalde de São Paulo entre 1983 y 1985 y gobernador del estado de São Paulo desde 1995 hasta su fallecimiento en el 2001. Covas fue uno de los fundadores del Partido del Movimiento Democrático Brasileño y posteriormente del Partido de la Social Democracia Brasileña. En 1989 fue el candidato del PSDB a las elecciones presidenciales, obteniendo un 11%.

## Biografía
Nació en Santos, hijo de Mário Covas Pérez y Arminda Carneiro Neto. Por parte de padre, era nieto del español Jesús Covas Pérez y de la portuguesa Ana Francisca Rodrigues Estaca. Por parte de madre, era nieto del portugués Manuel Carneiro Neto y de Rosalina Marques, hija de padres portugueses.
A los 14 años mostró su interés por la política cuando dijo que quería ser entrenador de fútbol del equipo municipal y alcalde de la ciudad de Santos. Estudió primaria en el Colegio Santista y secundaria en el Colegio Bandeirantes de São Paulo. Todavía en Santos, a los 16 años, conoció a Florinda Gomes durante un partido de baloncesto, con quien se casó en 1947 y que se convirtió en su gran compañera. En esta época, se interesó por la política y los deportes, especialmente el tenis y el fútbol, y fue un fanático seguidor del Santos Futebol Clube.
En 1947, ingresó en la Escuela Técnica Bandeirantes de São Paulo para estudiar química industrial. En el tercer año, hizo el examen de ingreso para ingeniería civil en la Escuela Politécnica de la Universidad de São Paulo (POLI-USP), de la que se graduó y donde fue compañero de Paulo Maluf, que se convertiría en su mayor adversario político. En la USP, el joven Covas inició su militancia política, siendo elegido vicepresidente de la Unión Nacional de Estudiantes en 1955. Después de graduarse, trabajó como ingeniero para la ciudad de Santos hasta 1962.
Tuvo dos hijos: Mário Covas Neto, que siguió la carrera política de su padre; y Renata Covas Lopes, que tuvo dos hijos: Gustavo Covas Lopes, y Bruno Covas Lopes quien también llegó a ser alcalde de São Paulo y, al igual que su abuelo, también murió en el cargo víctima del cáncer.

## Carrera política

### Diputado durante el régimen militar
Comenzó su vida pública en 1961 cuando fue candidato sin éxito a la alcaldía de Santos, su ciudad natal. Covas solía decir que sólo fracasó en su intento de ser elegido para dos cargos: Presidente de la República y alcalde de Santos. Al año siguiente consiguió ser elegido para su primer cargo, el de diputado federal, por el PST. Con la disolución del pluripartidismo en 1965, Covas sería uno de los fundadores del MDB, único partido político de oposición que existió durante el periodo de la dictadura militar.
En 1968, Covas era el líder de la bancada de oposición en la Cámara de Diputados, pero fue inhabilitado el 16 de enero de 1969 con la concesión del AI-5. Sus derechos políticos quedaron suspendidos durante diez años. Con su destitución y pérdida de derechos políticos, Covas se dedicó a la ingeniería.

### El regreso, alcalde de São Paulo y senador más votado en la asamblea constituyente
En 1979, tras haber recuperado sus derechos políticos, Covas reanudó la lucha contra la dictadura militar, convirtiéndose en presidente del MDB.Fue reelegido como diputado federal en 1982 por el PMDB (sucesor del MDB), con un total de 300.000 votos. Con la toma de posesión del gobernador Franco Montoro, en marzo de 1983, fue nombrado secretario estadual de transportes. Sin embargo, sólo dos meses después, con el apoyo del propio Franco Montoro, derrotó al grupo de Orestes Quércia dentro del PMDB y fue nombrado concejal de la Cámara Municipal de São Paulo, la misma que terminaría dirigiendo como "Alcalde Biónico" hasta el primer día de 1986, cuando pasó el cargo a Jânio Quadros.  Como alcalde de São Paulo, lideró un amplio proceso de asfaltado de calles, mejora de la periferia de la ciudad y restauración de organismos y servicios públicos. Antes de la llegada al poder del PMDB, los senadores y alcaldes designados eran llamados peyorativamente "senadores biónicos" y "alcaldes biónicos" por la promulgación de la Ley 4.737 de 15 de julio de 1965, que permitía al gobierno militar mantenerlos en el cargo sin que fueran elegidos por sufragio universal.
En 1986, año en que José Sarney fue investido como presidente el Plan Cruzado, considerado por la oposición como un "estelionato electoral" por favorecer a los candidatos de situación, Covas fue elegido senador con 7,7 millones de votos, el mayor número obtenido por un candidato a un cargo electo en la historia de Brasil hasta ese momento beneficiado también por la reputación que ganó como alcalde. Fue líder de la bancada del PMDB en el Senado durante la asamblea que elaboró la Constitución de 1988. Durante los trabajos de la asamblea constituyente, se alineó muchas veces con las bancadas de izquierda e hizo oposición al bloque denominado "Centrão".
En 1987, el gobernador de Alagoas, Fernando Collor de Mello, propuso a Mário Covas que el PMDB formase una lista para concurrir a las siguientes elecciones presidenciales, con Covas como candidato y Collor como vicepresidente. Mário Covas rechazó la invitación.

### Los primeros años del PSDB
En 1988, Covas fue uno de los principales líderes de la disidencia del PMDB:  miembros del partido (entre ellos el exgobernador Franco Montoro), descontentos con el diálogo político con el presidente José Sarney y el entonces gobernador de São Paulo, Orestes Quércia, decidieron fundar un nuevo partido, el Partido de la Social Democracia Brasileña (PSDB), del que Mário Covas fue el primer presidente. Como indica el nombre del partido, el PSDB surgió con una plataforma socialdemócrata, defendiendo el mantenimiento del capitalismo de forma regulada, con respeto a los derechos laborales y la promoción de una distribución justa de la renta. En comparación con el PMDB, el PSDB, cuando se fundó, quería mantenerse en una posición más de izquierdas, definiéndose como un partido de centro-izquierda. En las elecciones presidenciales brasileñas de 1989, las primeras desde 1960, Covas fue el candidato del PSDB con Almir Gabriel como vicepresidente, quedando en cuarto lugar. Al año siguiente, fue el candidato derrotado a gobernador de São Paulo, quedando en tercer lugar.
Como senador, desde el inicio del mandato del presidente Fernando Collor de Mello (PRN), Mário Covas, que había apoyado al candidato del PT, Luiz Inácio Lula da Silva, en la segunda vuelta de las elecciones de 1989, se opuso a su gestión. A partir de 1991, con dificultades para aprobar proyectos de su interés en el Congreso Nacional, Collor pasó a dirigir sus esfuerzos a buscar el apoyo del PSDB, acuerdo que implicaría la cesión de cargos en su gabinete. Mário Covas fue una de las principales voces del partido que condenó cualquier negociación con Collor y, de hecho, fue uno de los que impuso la negativa del PSDB, negativa que se produjo no sin conflictos internos en marzo de 1992. Con la aparición de las acusaciones de Pedro Collor en mayo, Covas y el PSDB recogerían los dividendos de su opción política. El senador sería incluso uno de los principales nombres de la Comissão Parlamentar de Inquérito creada en el Congreso para investigar los negocios del presidente y que pediría su impeachment en el informe final aprobado en agosto. La Cámara Federal destituiría a Collor el 29 de septiembre y el presidente presentaría su carta de dimisión al inicio de su juicio por el Senado el 29 de diciembre, para evitar que se le revocaran sus derechos políticos durante ocho años. La renuncia no fue aceptada. El juicio siguió adelante, y Mário Covas votó a favor de su destitución, que fue aprobada por amplia mayoría.
En 1994 Covas volvió a presentarse como candidato a gobernador de São Paulo y venció a Francisco Rossi (PDT) en la segunda vuelta con ocho millones de votos, siendo reelegido en 1998 para otro mandato de cuatro años.

### El gobierno Covas

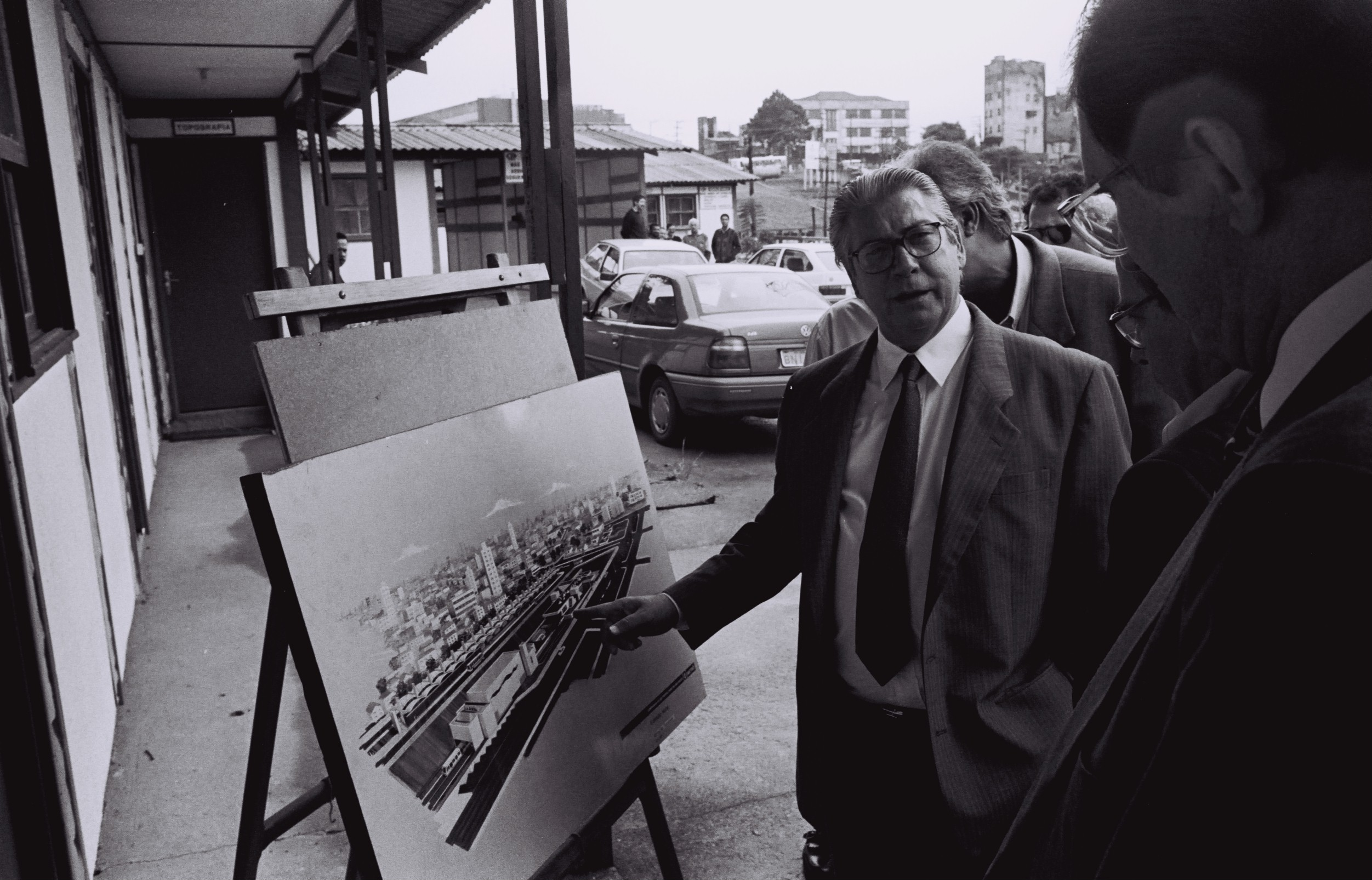
Mario Covas visita el Metro de Tucuruvi, 1995

A principios de 1995, Mário Covas se hizo cargo del estado de São Paulo declarando que había heredado numerosas deudas de las administraciones anteriores, señalando la paralización de obras y de la administración pública estadual, lo que provocaría irregularidades en sus administraciones. El Banespa, principal banco estatal del país, fue intervenido por el Banco Central por mala gestión. Esta intervención, que tras ser investigada por una CPI de la Cámara de Diputados, resultó trágica para la institución ya que aumentó enormemente la deuda del banco con el Estado.
Covas despidió a 4.000 empleados de Baneser, supuestos fantasmas. Entre los despedidos había guardias escolares (todos) y empleados del Fundo Social de Solidariedade. Renegoció los contratos de servicios, que estaban paralizados. Limitó el número de cargos de confianza e inició un proceso de reforma y modernización administrativa. Privatizó una serie de empresas estatales, como Eletropaulo, y largos tramos de autopistas estatales. Fue criticado por aumentar el número de estaciones de peaje. Inició la licitación de las líneas de autobuses intermunicipales de la EMTU - que expiraban en 1996. En un acuerdo de renegociación de la deuda del Estado con el gobierno federal, le cedió las líneas de la Fepasa, que posteriormente fueron privatizadas.
En el sector del saneamiento básico, Covas recuperó las finanzas de la Sabesp e impulsó la recuperación y limpieza del Río Tieté que se había iniciado durante el gobierno de Fleury. A finales de la década de 1990, la capacidad de tratamiento de aguas residuales creció con la ampliación de la capacidad de tratamiento de la Planta de Tratamiento de Aguas Residuales de Barueri y la inauguración de las Plantas de Tratamiento de Aguas Residuales de Parque Novo Mundo, São Miguel y ABC.
En el área de la educación, Covas fue duramente criticado por instituir el modelo de enseñanza de progresión continua en la red estatal. En este modelo, la repetición se elimina por nivel de rendimiento (notas). Este modelo es ampliamente elogiado por los educadores, sin embargo existe consenso en que para aplicarlo correctamente debe existir un apoyo pedagógico muy bien estructurado, lo que no siempre ocurre en el sistema público de enseñanza. Durante su mandato surgieron varias denuncias de jóvenes a punto de terminar la primaria que eran prácticamente analfabetos.
Covas también fue criticado por negarse a conceder aumentos a los profesores y otros funcionarios, y en junio de 2000 se enfrentó a los profesores en la Praça da República, donde fue golpeado por funcionarios en huelga que intentaron impedirle la entrada por la puerta principal de la Secretaría de Educación.
En marzo de 1995, Covas fue admitido por el presidente Fernando Henrique Cardoso en la Orden del Mérito Militar en el grado de Gran Oficial Especial. El 18 de agosto de 1997, le fue concedida la Gran Cruz de la Orden del Infante Don Enrique de Portugal.
Dejó el cargo en enero de 2001 para tratarse una enfermedad y nunca volvió. Su vicepresidente, Geraldo Alckmin, le sustituyó y permaneció en el cargo hasta el final de su mandato en 2002, cuando fue reelegido, permaneciendo así en el cargo un total de seis años al frente del gobierno paulista.

### Las privatizaciones
A través del llamado PED (Programa Estadual de Desestatização en portugués), creado por la Ley N 9,361 del 5 de julio de 1996, el gobierno de Mário Covas privatizó las principales empresas y carreteras estatales entre 1995 y 2000, lo que garantizó 32.900 millones de reales a las arcas del Estado. Uno de los principales organizadores de los planes de privatización fue el secretario de Energía de Covas, David Zylbersztajn, junto con Geraldo Alckmin (entonces vicegobernador), que en aquella época presidía el PED.
- Banespa - Banco del Estado de São Paulo
- CESP - Compañía Energética de São Paulo
- CPFL - Companhia Paulista de Força e Luz
- Comgás - Compañía Paulista de Gas
- Eletropaulo - Electricidad de São Paulo
- Elektro - Servicios de Electricidad
- Fepasa - Ferrocarril Paulista
- Empresa Bandeirante de Energía
- Autopista de los Bandeirantes
- Autopista de los Inmigrantes
- Vía Anchieta
- Vía Anhanguera

## Fallecimiento

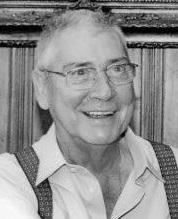
Mário Covas en 1999

En los últimos años, Covas ya se había enfrentado a problemas de salud; en 1986 y 1987, sufrió más de un infarto y tuvieron que implantarle dos baipases aortocoronarios y uno mamario. En 1993 le extirparon la vesícula biliar. En los años 94 y 95, fue hospitalizado a causa de una erisipela (infección cutánea causada por bacterias). En mayo del 98, otra infección (herpes zóster) le afectó parte de la cabeza y el lado derecho de la frente.
Covas padecía un grave cáncer de vejiga. La primera operación tuvo lugar en diciembre de 1998. El tumor fue extirpado y el gobernador se sometió a secciones de quimioterapia. pero la enfermedad reapareció en octubre de 2000 y Covas tomó licencia del cargo el 22 de enero de 2001. Se sometió a otra operación para extirparle parte del intestino. Murió poco después, el 6 de marzo de 2001. Su vicegobernador Geraldo Alckmin se hizo cargo del Estado de forma interina. El entierro tuvo lugar en el cementerio de Paquetá, en Santos.